# Ekaterina Fedorkina
Ekaterina Igorevna Fedorkina (in russo Екатерина Игоревна Федоркина?; Kaluga, 29 gennaio 1983) è una schermitrice russa, vincitrice di una medaglia d'oro, una d'argento e due di bronzo ai campionati mondiali di scherma.

## Palmarès
In carriera ha conseguito i seguenti risultati:
- Mondiali di scherma

New York 2004: oro nella sciabola a squadre.
Lipsia 2005: argento nella sciabola a squadre.
Torino 2006: bronzo nella sciabola a squadre.
San Pietroburgo 2007: bronzo nella sciabola a squadre.
- Europei di scherma

Bourges 2003: oro nella sciabola a squadre.
Copenaghen 2004: oro nella sciabola a squadre ed argento individuale.
Zalaegerszeg 2005: oro nella sciabola individuale ed argento a squadre.
Smirne 2006: oro nella sciabola a squadre.
Gand 2007: oro nella sciabola individuale e bronzo a squadre.
Kiev 2008: bronzo nella sciabola individuale.